# 克里福德 (印地安納州)
克里福德（英語：Clifford）是位於美國印地安納州巴塞洛繆縣的一個城鎮。

## 地理
克里福德的座標為39°16′54″N 85°52′12″W / 39.2817°N 85.87°W，而該地最高點為海拔高度201米（即659英尺）。

## 人口
根據2010年美國人口普查的數據，克里福德的面積為0.23平方千米，皆為陸域。當地共有人口233人，而人口密度為每平方千米1,013人。